# Panamerikanische Spiele 2011/Leichtathletik – 4 × 400 m der Frauen
Die 4-mal-400-Meter-Staffel der Frauen bei den Panamerikanischen Spielen 2011 fand am 28. Oktober im Telmex Athletics Stadium in Guadalajara statt.
Sechs Staffeln nahmen an dem Wettbewerb teil. Die Goldmedaille gewann Kuba nach 3:28,09 min, Silber ging an Brasilien mit 3:29,59 min und die Bronzemedaille sicherte sich Kolumbien mit 3:29,94 min.

## Rekorde
Vor dem Wettbewerb galten folgende Rekorde:
| Weltrekord        | Sowjetunion Tazzjana Ljadouskaja, Olga Nasarowa Marija Pinigina, Olha Bryshina       | 3:15,17 min | Olympische Spiele in Seoul, Südkorea         | 1. Oktober 1988 |
| Rekord der Spiele | Vereinigte Staaten Diane Dixon, Rochelle Stevens Valerie Brisco-Hooks, Denean Howard | 3:23,35 min | Panamerikanische Spiele in Indianapolis, USA | 16. August 1987 |

## Ergebnis
28. Oktober 2011, 18:25 Uhr
| Platz | Bahn | Land                    | Athletinnen                                                      | Zeit (min) |
| ----- | ---- | ----------------------- | ---------------------------------------------------------------- | ---------- |
|       | 3    | Kuba                    | Aymée Martínez Diosmely Peña Susana Clement Daisurami Bonne      | 3:28,09    |
|       | 8    | Brasilien               | Joelma Sousa Geisa Coutinho Bárbara de Oliveira Jailma de Lima   | 3:29,59    |
|       | 4    | Kolumbien               | Princesa Oliveros Norma González Evelis Aguilar Jennifer Padilla | 3:29,94 NR |
| 4     | 1    | Vereinigte Staaten      | Ciara Short Leslie Cole Takecia Jameson Mackenzie Hill           | 3:33,42    |
| 5     | 7    | Mexiko                  | Karla Saviñón Gabriela Medina Nallely Vela Zudikey Rodriguez     | 3:40,07    |
| 6     | 6    | Ecuador                 | Pamela Chalá Celene Cevallos Érika Chávez Lucy Jaramillo         | 3:45,59 NR |
|       | 2    | Dominikanische Republik |                                                                  | DNS        |
|       | 5    | Jamaika                 |                                                                  | DNS        |